# ヴィクトリア・アロンソ
ヴィクトリア・アロンソ（Victoria Alonso, 1965年12月22日 - ）は、アルゼンチンの映画プロデューサーである。マーベル・スタジオで撮影、ポストプロダクション、視覚効果、アニメーション部門を指揮していたことで知られる。

## 生い立ち
ヴィクトリア・アロンソは、1965年12月22日にアルゼンチンのブエノスアイレス州ラプラタで生まれた。

## キャリア
アソンソは19歳の時に俳優としてのキャリアを積むためにアメリカ合衆国ワシントン州シアトルへと移住した。その後はカリフォルニア州ロサンゼルスに写って視覚効果業界で働き始め、デジタル・ドメインでは4年間、視覚効果プロデューサーとして働き、第57回英国アカデミー賞の特殊視覚効果賞で候補に挙がった『ビッグ・フィッシュ』（2003年）といった映画に携わった。
2005年、アロンソはマーベル・スタジオに視覚効果およびポストプロダクション担当の取締役副社長として入社し、マーベル・シネマティック・ユニバースの映画『アイアンマン』（2008年）、『アイアンマン2』（2010年）、『マイティ・ソー』（2011年）、『キャプテン・アメリカ/ザ・ファースト・アベンジャー』（2011年）では共同プロデューサー、『アベンジャーズ』（2012年）以降のテレビ番組を含むすべてのマーベル・スタジオ作品ではエグゼクティブ・プロデューサーを務めた。2015年に彼女は製作部門の取締役副社長に昇任した。2021年にアロンソはマーベル・スタジオの撮影、ポストプロダクション、視覚効果、アニメーションの部門社長に昇進した。
2016年、アソンロは視覚効果での功績により、先進映像協会のハロルド・ロイド賞を獲得した。2020年1月、彼女は第67回ゴールデンリール賞で映画音響編集者賞を獲得した。2021年10月、アロンソは同年11月にロサンゼルスのアカデミー映画博物館で行われる式典で、アウトフェストのビジョナリー賞が贈られることが発表された。
2022年12月、彼女は『ハリウッド・リポーター』誌の「エンターテイメント界で活躍する女性100人」に選ばれた。

### マーベル・スタジオからの解雇
2023年、アロンソはAmazon MGMスタジオの映画『アルゼンチン1985 〜歴史を変えた裁判〜』のプロデューサーを務めたことが競業避止条項に抵触したため、契約違反を理由にマーベル・スタジオの役職から解雇された。彼女は『アルゼンチン1985』への参加についてディズニーから許可を得ていなかった上に、プロジェクトへの関与を止めるように命じられた後もこの映画の宣伝を続けていた
解雇報道がされた当時、彼女は「過酷なポストプロダクションのスケジュール」に不満を持っていた視覚効果スタッフから批判を受けていたことが指摘された。『ヴァルチャー』のクリス・リーは、アロンソが「マーベルの有害な職場環境の唯一の責任者」であると報じた。しかしながら、アロンソは「プロフェッサーの典型」と評され、現場では協力的であったとも評されており、『ザ・リンガー』のジョアンナ・ロビンソンは、一連の報道は「甚だしい誤解」であり、アロンソの仕事ぶりとは正反対であると批判した。アロンソは、解雇の真の理由はディズニー社におけるLGBTQ+の排除に公然と反対したことであると主張した。ディズニーとアロンソは2023年4月に数百万ドルの保証金で和解に達した。

## 私生活
アロンソは同性愛者であることを公言しており、オーストラリア人女優のイメルダ・コーコラン と結婚している。養女が1人いる。

## フィルモグラフィ

### 映画
| 年   | タイトル                                                                                        | クレジット                                | 参照         |
| ---- | ----------------------------------------------------------------------------------------------- | ----------------------------------------- | ------------ |
| 2000 | Sordid Lives                                                                                    | プロデューサー                            | [ 21 ]       |
| 2000 | シックス・デイ The 6th Day                                                                      | 視覚効果プロデューサー                    | [ 2 ]        |
| 2001 | シュレック Shrek                                                                                | 視覚効果プロデューサー                    | [ 3 ]        |
| 2001 | キャッツ & ドッグス Cats & Dogs                                                                 | 視覚効果プロデューサー                    | [ 22 ]       |
| 2003 | 黒の怨 Darkness Falls                                                                           | 視覚効果プロデューサー                    | [ 23 ]       |
| 2003 | ザ・コア The Core                                                                               | 視覚効果プロデューサー                    | [ 2 ]        |
| 2003 | ビッグ・フィッシュ Big Fish                                                                     | 視覚効果プロデューサー                    | [ 3 ]        |
| 2004 | 50回目のファースト・キス 50 First Dates                                                         | 視覚効果プロデューサー                    | [ 2 ]        |
| 2005 | キングダム・オブ・ヘブン Kingdom of Heaven                                                      | 視覚効果プロデューサー                    | [ 3 ]        |
| 2008 | アイアンマン Iron Man                                                                           | 共同プロデューサー 視覚効果プロデューサー | [ 5 ] [ 23 ] |
| 2010 | アイアンマン2 Iron Man 2                                                                        | 共同プロデューサー                        | [ 5 ]        |
| 2011 | マイティ・ソー Thor                                                                             | 共同プロデューサー                        | [ 5 ]        |
| 2011 | キャプテン・アメリカ/ザ・ファースト・アベンジャー Captain America: The First Avenger            | 共同プロデューサー                        | [ 5 ]        |
| 2012 | アベンジャーズ The Avengers                                                                     | エグゼクティブ・プロデューサー            | [ 2 ]        |
| 2013 | アイアンマン3 Iron Man 3                                                                        | エグゼクティブ・プロデューサー            | [ 2 ]        |
| 2013 | マイティ・ソー/ダーク・ワールド Thor: The Dark World                                            | エグゼクティブ・プロデューサー            | [ 2 ]        |
| 2014 | キャプテン・アメリカ/ウィンター・ソルジャー Captain America: The Winter Soldier                 | エグゼクティブ・プロデューサー            | [ 2 ]        |
| 2014 | ガーディアンズ・オブ・ギャラクシー Guardians of the Galaxy                                      | エグゼクティブ・プロデューサー            | [ 2 ]        |
| 2015 | アベンジャーズ/エイジ・オブ・ウルトロン Avengers: Age of Ultron                                 | エグゼクティブ・プロデューサー            | [ 2 ]        |
| 2015 | アントマン Ant-Man                                                                              | エグゼクティブ・プロデューサー            | [ 2 ]        |
| 2016 | シビル・ウォー/キャプテン・アメリカ Captain America: Civil War                                  | エグゼクティブ・プロデューサー            | [ 2 ]        |
| 2016 | ドクター・ストレンジ Doctor Strange                                                             | エグゼクティブ・プロデューサー            | [ 2 ]        |
| 2017 | ガーディアンズ・オブ・ギャラクシー:リミックス Guardians of the Galaxy Vol. 2                    | エグゼクティブ・プロデューサー            | [ 2 ]        |
| 2017 | スパイダーマン:ホームカミング Spider-Man: Homecoming                                            | エグゼクティブ・プロデューサー            | [ 2 ]        |
| 2017 | マイティ・ソー バトルロイヤル Thor: Ragnarok                                                    | エグゼクティブ・プロデューサー            | [ 2 ]        |
| 2018 | ブラックパンサー Black Panther                                                                  | エグゼクティブ・プロデューサー            | [ 2 ]        |
| 2018 | アベンジャーズ/インフィニティ・ウォー Avengers: Infinity War                                    | エグゼクティブ・プロデューサー            | [ 2 ]        |
| 2018 | アントマン&ワスプ Ant-Man and the Wasp                                                          | エグゼクティブ・プロデューサー            | [ 2 ]        |
| 2019 | キャプテン・マーベル Captain Marvel                                                             | エグゼクティブ・プロデューサー            | [ 2 ]        |
| 2019 | アベンジャーズ/エンドゲーム Avengers: Endgame                                                   | エグゼクティブ・プロデューサー            | [ 2 ]        |
| 2019 | スパイダーマン:ファー・フロム・ホーム Spider-Man: Far From Home                                 | エグゼクティブ・プロデューサー            | [ 2 ]        |
| 2021 | ブラック・ウィドウ Black Widow                                                                  | エグゼクティブ・プロデューサー            | [ 2 ]        |
| 2021 | シャン・チー/テン・リングスの伝説 Shang-Chi and the Legend of the Ten Rings                     | エグゼクティブ・プロデューサー            | [ 2 ]        |
| 2021 | エターナルズ Eternals                                                                           | エグゼクティブ・プロデューサー            | [ 2 ]        |
| 2021 | スパイダーマン:ノー・ウェイ・ホーム Spider-Man: No Way Home                                     | エグゼクティブ・プロデューサー            | [ 2 ]        |
| 2022 | ドクター・ストレンジ/マルチバース・オブ・マッドネス Doctor Strange in the Multiverse of Madness | エグゼクティブ・プロデューサー            | [ 2 ]        |
| 2022 | ソー:ラブ&サンダー Thor: Love and Thunder                                                       | エグゼクティブ・プロデューサー            | [ 2 ]        |
| 2022 | ブラックパンサー/ワカンダ・フォーエバー Black Panther: Wakanda Forever                          | エグゼクティブ・プロデューサー            | [ 2 ]        |
| 2022 | アルゼンチン1985 〜歴史を変えた裁判〜 Argentina, 1985                                           | プロデューサー                            | [ 2 ]        |
| 2023 | アントマン&ワスプ:クアントマニア Ant-Man and the Wasp: Quantumania                              | エグゼクティブ・プロデューサー            | [ 2 ]        |
| 2023 | ガーディアンズ・オブ・ギャラクシー:VOLUME 3 Guardians of the Galaxy Vol. 3                      | エグゼクティブ・プロデューサー            | [ 2 ]        |
| 2023 | マーベルズ The Marvels                                                                          | エグゼクティブ・プロデューサー            | [ 2 ]        |

### テレビ
| 年          | タイトル                                                                                            | クレジット                     | 備考                         | 参照   |
| ----------- | --------------------------------------------------------------------------------------------------- | ------------------------------ | ---------------------------- | ------ |
| 2021        | ワンダヴィジョン WandaVision                                                                        | エグゼクティブ・プロデューサー | 計9話                        | [ 24 ] |
| 2021        | ファルコン&ウィンター・ソルジャー The Falcon and the Winter Soldier                                 | エグゼクティブ・プロデューサー | 計6話                        | [ 25 ] |
| 2021-2023   | ロキ Loki                                                                                           | エグゼクティブ・プロデューサー | 計12話                       | [ 26 ] |
| 2021-2024   | ホワット・イフ...? What If...?                                                                      | エグゼクティブ・プロデューサー | 計26話                       | [ 27 ] |
| 2021        | ホークアイ Hawkeye                                                                                  | エグゼクティブ・プロデューサー | 計6話                        | [ 27 ] |
| 2022        | ムーンナイト Moon Knight                                                                            | エグゼクティブ・プロデューサー | 計6話                        | [ 27 ] |
| 2022        | ミズ・マーベル Ms. Marvel                                                                           | エグゼクティブ・プロデューサー | 計6話                        | [ 27 ] |
| 2022-2023   | アイ・アム・グルート I Am Groot                                                                     | エグゼクティブ・プロデューサー | 計10話                       | [ 27 ] |
| 2022        | シー・ハルク:ザ・アトーニー She-Hulk: Attorney at Law                                               | エグゼクティブ・プロデューサー | 計9話                        | [ 27 ] |
| 2022        | ウェアウルフ・バイ・ナイト Werewolf by Night                                                        | エグゼクティブ・プロデューサー | テレビスペシャル             | [ 27 ] |
| 2022        | ガーディアンズ・オブ・ギャラクシー ホリデー・スペシャル The Guardians of the Galaxy Holiday Special | エグゼクティブ・プロデューサー | テレビスペシャル             | [ 27 ] |
| 2023        | シークレット・インベージョン Secret Invasion                                                        | エグゼクティブ・プロデューサー | 計6話                        | [ 27 ] |
| 2024        | エコー Echo                                                                                         | エグゼクティブ・プロデューサー | 計5話                        | [ 27 ] |
| 2024        | X-MEN '97 X-Men '97                                                                                 | エグゼクティブ・プロデューサー | 計10話; 第2シーズンへ更新    | [ 27 ] |
| 2025-継続中 | スパイダーマン:フレンドリー・ネイバーフッド Your Friendly Neighborhood Spider-Man                   | エグゼクティブ・プロデューサー | 計10話; 第2・3シーズンへ更新 | [ 27 ] |
| 2025        | アイアンハート Ironheart                                                                            | エグゼクティブ・プロデューサー | 計6話                        | [ 27 ] |

## 受賞とノミネート
| 年   | 作品                        | 賞                 | 部門 | 結果       | 参照   |
| ---- | --------------------------- | ------------------ | --- | ---------- | ------ |
| 2006 | キングダム・オブ・ヘブン    | 視覚効果協会賞     | 長編映画サポート資格効果賞 (ウェズリー・シーウェル、トム・ウッド、ゲイリー・ブロゼニッチと共同)                               | 受賞       | [ 28 ] |
| 2009 | アイアンマン                | 視覚効果協会賞     | フォトリアル長編映画視覚効果賞 (ベン・スノウ、ハル・ヒッケル、ジョン・ネルソンと共同)                                         | ノミネート | [ 29 ] |
| 2009 | アイアンマン                | 視覚効果協会賞     | シングル視覚効果賞 (ベン・スノウ、ウェイン・ビルハイマー、ジョン・ネルソン)                                                   | ノミネート | [ 29 ] |
| 2019 | アベンジャーズ/エンドゲーム | ハリウッド映画賞   | ハリウッド・ブロックバスター賞 (ケヴィン・ファイギと共同)                                                                     | 受賞       | [ 30 ] |
| 2024 | X-MEN '97                   | ゴッサム・テレビ賞 | ブレイクスルー・ドラマシリーズ賞 (ボー・デメイヨ、ルイス・デスポジート、ケヴィン・ファイギ、ブラッド・ヴィンダーバウムと共同) | ノミネート | [ 31 ] |